# I'm Ready (canção)
"I'm Ready" é uma canção das personalidades musicistas britânica Sam Smith e americana Demi Lovato. Smith e Lovato escreveram a canção com Savan Kotecha, Peter Svensson, e o produtor da canção Ilya Salmanzadeh. Foi lançada em 16 de abril de 2020, através da Capitol Records.

## Antecedentes e lançamento
Em uma entrevista, Smith compartilhou que eles "cresceram ouvindo" e "cantando" a música de Lovato, chamando-a de "talento incrível" e "tudo o que ela representa como ser humano". Assim, eles revelaram que estavam "treinando" no momento para colaborar com Lovato por um longo tempo. Smith também disse que eles já estavam em contato como amizade de Lovato há anos, e convidou Lovato para o estúdio pelo compositor comum Savan Kotecha, que foi o que levou a colaboração a acontecer.
Em 9 de abril, Smith compartilhou uma polaroid de Smith e Lovato no estúdio, legendada com "S + D 4 EVA". Smith também provocou o dueto nas redes sociais, twittando "YOU READY" e etiquetando Lovato com um GIF que exibe as iniciais de Smith e Lovato; Lovato respondeu com "I'm ready". Em 13 de abril, Smith e Lovato anunciaram o título do dueto e a data de lançamento.

## Videoclipe
O videoclipe foi lançado em 17 de abril de 2020. Foi dirigido por Jora Frantzis, conhecida por seu trabalho no videoclipe de Cardi B em 2019 "Money". O vídeo começa com Smith cercando um homem em uma esteira de luta livre, enquanto cantam "espere pacientemente por um amante bonito "e juram "arrisque-se hoje à noite "com alguém novo. À medida que o instrumental se aproxima da ponte da música, Smith faz fila para uma corrida de 100 metros: eles e seus concorrentes pulam em estiletes, saias volumosas e maquiagem impecavelmente aplicada. Esses concorrentes incluem Valentina, Gigi Goode, Dee TrannyBear, Alok Vaid-Menon, Shea Diamond e Jeffrey C. Williams. O segundo verso da música é de Lovato; que é realizada em um trampolim alto e canta enquanto os nadadores mergulham na piscina ao seu redor. Ela e Smith finalmente se unem para o grande clima da música, levando a uma cerimônia de medalha cheia de ginasta. Antes do lançamento do vídeo, Smith e Lovato entraram em um bate-papo por vídeo para lembrar a composição da música juntos.

## Desempenho nas tabelas musicas
| Tabela musical (2020)              | Melhor posição |
| ---------------------------------- | -------------- |
| Alemanha (Official German Charts)  | 66             |
| Austrália (ARIA)                   | 25             |
| Bélgica (Ultratop 50 Flanders)     | 38             |
| Bélgica (Ultratop 50 Wallonia)     | 35             |
| Canadá (Digital Song Sales)        | 20             |
| Canadá (CHR/Top 40)                | 44             |
| Estados Unidos (Billboard Hot 100) | 36             |
| Estados Unidos (Adult Top 40)      | 40             |
| Estados Unidos (Mainstream Top 40) | 27             |
| França (SNEP)                      | 196            |
| Irlanda (IRMA)                     | 13             |
| Itália (FIMI)                      | 70             |
| Lituânia (AGATA)                   | 30             |
| Noruega (VG-lista)                 | 31             |
| Nova Zelândia Hot Singles (RMNZ)   | 28             |
| Países Baixos (Dutch Top 40)       | 39             |
| Países Baixos (Single Top 100)     | 78             |
| Reino Unido (UK Singles Chart)     | 20             |
| Chéquia (Singles Digitál Top 100)  | 50             |
| Suécia (Sverigetopplistan)         | 34             |
| Suíça (Schweizer Hitparade)        | 35             |

## Históricos de lançamentos
| Região      | Data                | Formato(s)                 | Gravadora | Ref.   |
| ----------- | ------------------- | -------------------------- | --------- | ------ |
| Várias      | 16 de abril de 2020 | Download digital streaming | Capitol   | [ 34 ] |
| Itália      | 17 de abril de 2020 | Rádios mainstream          | Universal | [ 35 ] |
| Reino Unido | 17 de abril de 2020 | Rádios mainstream          | Capitol   | [ 36 ] |
| Reino Unido | 17 de abril de 2020 | Rádios adult contemporary  | Capitol   | [ 37 ] |
| Austrália   | 17 de abril de 2020 | Rádios mainstream          | Capitol   | [ 38 ] |